# Alex Thompson
Alex Thompson (nac. 25 de abril de 1995 en Dothan (Alabama)) es un baloncestista estadounidense que pertenece a la plantilla del Club Melilla Baloncesto de la Liga LEB Oro. Con una altura de 2,03 metros, puede jugar de ala-pívot. 

## Trayectoria
Natural de Dothan (Alabama), comenzó su carrera deportiva en la Houston Academy, lo que le llevó a iniciar su etapa universitaria en la Universidad de Auburn, disputando dos temporadas con los Auburn Tigers desde 2013 a 2015. Tras no contar con mucho protagonismo y una temporada en blanco, decide marcharse a la Universidad de Samford para jugar en los Samford Bulldogs, también de la NCAA desde 2016 a 2018. En su último año sénior promedia más de once puntos y tres rebotes por encuentro. 
Tras no ser drafteado en 2018, se marcha a la República Checa para jugar en el BC Kolín de la Národní Basketbalová Liga, durante la temporada 2018-19.
En la temporada 2019-20, firma por el Kauhajoen Karhu de la Korisliiga, disputando incluso la Champions Basketball League. 
En verano de 2020, firma por el BG Karlsruhe de la ProB, la tercera división alemana, terminando la temporada con más de diecisiete puntos y seis rebotes por encuentro. 
En la temporada 2021-22, firma por el Basquetebol do Sport Clube Lusitânia de la Liga Portuguesa de Basquetebol, donde promedia 14.4 puntos y 6 rebotes por encuentro.
El 24 de junio de 2022, firma con el Club Melilla Baloncesto, equipo de LEB Oro española, para disputar el resto de la temporada 2021-22.